# Puppet Guardian
Puppet Guardian je flashová MMORPG hra vytvořená japonskými vývojáři z Cold Breath. Hra je provozována v USA
prostřednictvím partnerství mezi Policros, LCC a Artifact. Puppet guardian byl uvolněn 1. října 2007.
Hra kombinuje vlastnosti dvou různých herních žánrů: on-line RPG a tradiční stolní hry. Puppet guardian se odehrává v Nebeském hradu, který je rozdělen do 8 věží, z nichž každá obsahuje určitou vzpomínku z cest krále Orga a jeho manžeky Yun. Hráči se mohou pohybovat po celém hradu a navštěvovat jednotlivé věže, které představují části Orgovi říše. Ve věžích, které jsou rozděleny na jednotlivá políčka se hráči pohybují pomocí virtuální kostky.